# Hannah Hoekstra

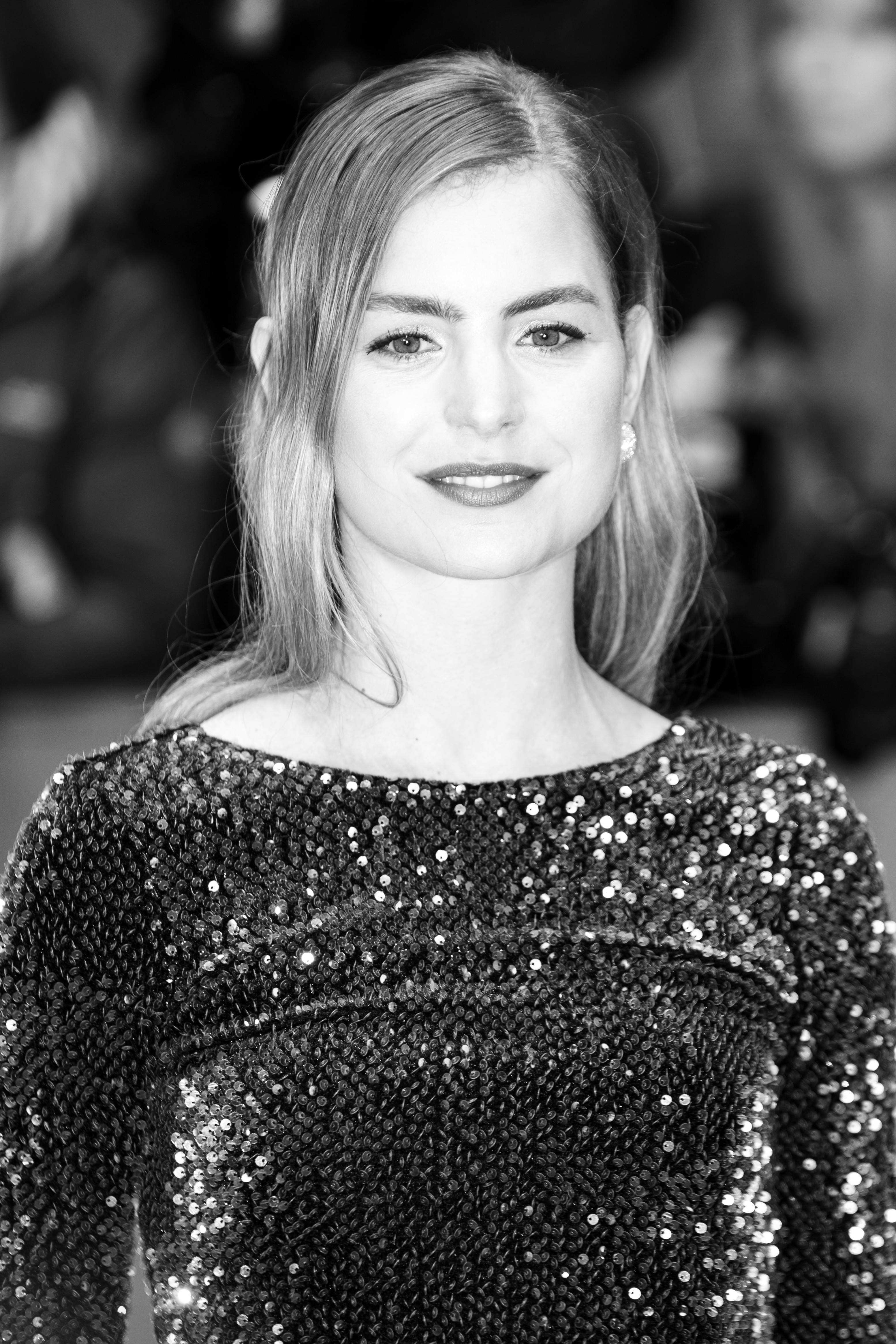
Hannah Hoekstra, 2017

Hannah Hoekstra (anhörenⓘ; * 2. August 1987 in Rotterdam) ist eine niederländische Schauspielerin.

## Leben und Wirken
Hannah Hoekstra wurde 1987 geboren. Zwischen 2006 und 2010 erlangte sie ihre schauspielerische Ausbildung an der Toneelschool en Kleinkunst academie in Amsterdam. Als Theaterschauspielerin hatte sie am Niederländischen Theater Gent ein Engagement. 2011 hatte sie ihr Filmdebüt in Flikken Maastricht. Im deutschsprachigen Raum wurde sie durch die weibliche Hauptrolle der Studentin Anna in dem 2013 inszenierten niederländischen Cyber-Thriller App bekannt.
2015 übernahm sie als Schauspielerin die Titelrolle der Oper Mariken in de tuin der lusten von Calliope Tsoupaki.
Im Action-Rollenspiel Horizon Zero Dawn, das im Jahr 2017 zunächst exklusiv für die Sony PlayStation 4 erschienen ist, verkörpert Hoekstra die Heldin des Spiels, Aloy. Auch im 2022 veröffentlichten Nachfolger Horizon Forbidden West stand sie wieder für die Motion Capturing-Aufnahmen Modell.

## Filmografie (Auswahl)
- 2011: Flikken Maastricht (Fernsehserie, Folge 5x05)
- 2012: Doodslag
- 2011–2012: Mixed Up (Fernsehserie, 3 Folgen)
- 2012: Arne Dahl: Falsche Opfer (Fernsehserie, Folge 1x01)
- 2012: Hemel
- 2012: Mister Twister – Wirbelsturm im Klassenzimmer (Mees Kees)
- 2013: Freddy, leven in de brouverij (Fernseh-Miniserie, 4 Folgen)
- 2013: Volgens Robert (Fernsehserie, 8 Folgen)
- 2013: Mister Twister – Eine Klasse macht Camping (Mees Kees op kamp)
- 2013: App
- 2014: Hartenstraat
- 2014: The Canal
- 2014: Assepoester: een modern sprookje (Fernsehfilm)
- 2014: Firebird
- 2014: Mister Twister – Mäuse, Läuse und Theater (Mees Kees op de planken)
- 2015: Sunny Side Up (Fernsehfilm)
- 2016: De Helleveeg
- 2016: Paare (Kurzfilmreihe) (Fernsehserie, Folge 3x06)
- 2017: Arthur & Claire
- 2017: Kleine Ijstijd
- 2018: Gek van Oranje
- 2018: You Are Wanted(Fernsehserie, 4 Folgen)
- 2018: Lost & Found (Fernsehfilm)
- 2018–2021: Joardy Season (Fernsehserie, 2 Folgen)
- 2019: De Patrick
- 2019: 3 Engel für Charlie (Charlie’s Angels)
- 2020: Magic Mountains
- 2020: Der Amsterdam-Krimi – Tod im Hafenbecken (Fernsehreihe)
- 2020: How to Sell Drugs Online (Fast)(Fernsehserie, 2 Folgen)
- 2021: Sisyphus at Work
- 2021: Blackout (Fernsehserie, 3 Folgen)
- 2021: Love in a Bottle
- 2022: Faithfully Yours
- 2022: Odds (Fernsehserie, 10 Folgen)
- 2022: Diepe gronden (Fernsehserie, 4 Folgen)
- 2022: Modern Love Amsterdam (Fernsehserie, Folge 1x05)
- 2023: Cocaine Bear
- 2024: Trip-Tych
- 2024: Schitterend
- 2024: De ring (Fernsehserie, 10 Folgen)